# 肝実
肝実（かんじつ）とは、漢方医学で言う消化器系など全般の機能亢進によりおこる症状を言う。

## 概要
漢方医学では六臓のうち肝は五行思想で言う木を司る機能を指し、六腑で言えば胆、五官で言えば目、五体で言えば筋に相当するため肝の機能の亢進は（西欧医学で言う肝臓の機能障害とは異なる）抑さえてきた感情が爆発する、よく働きよく食べるなどがあらわれるとされる。漢方医学では
対処としては
鍼灸においては五行や東洋医学の治療方針の関係から五行では自経が実すれば、その子を瀉すとされており、この場合、木の気である肝が実すれば火の気である子の心を瀉せとされており、肝経の行間穴、心経の少府穴が用いられる。